# Іден (річка)
Іден (англ. Eden) — річка у графстві Камбрія в Північно-Західній Англії (Велика Британія). Належить до басейну Ірландського моря. Впадає у затоку Солвей-Ферт.

## Географія

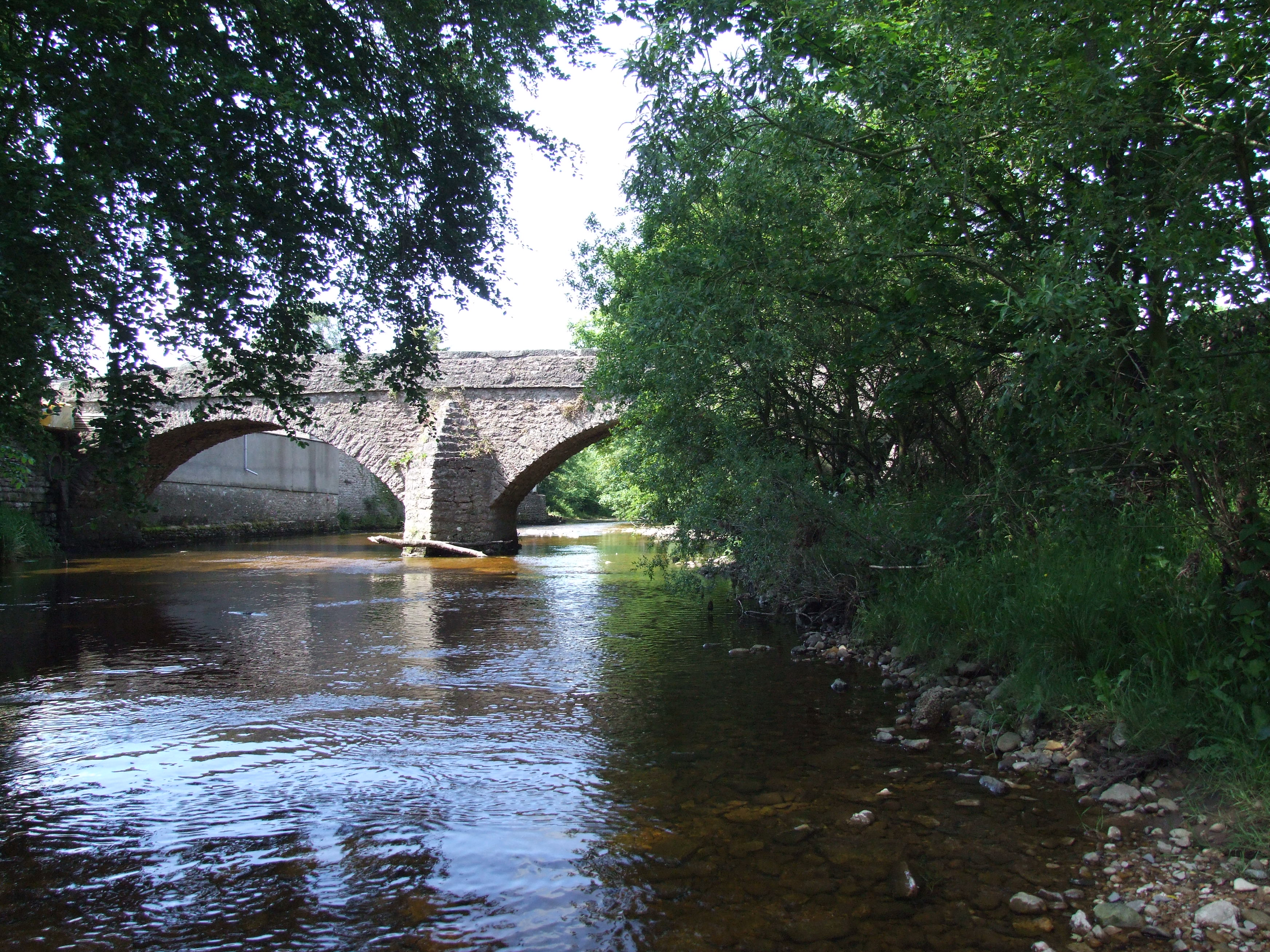
Міст Франка у Керкбі-Стівен

Річка Іден бере свій початок у південно-східній частині графства Камбрія, із болота на території общини Маллерстанґ, яке розташоване між двома невисокими вершинами: Хай-Сіт (709 м) та Хєю-Сіт (689 м). Тече у північно-західному напрямку, і після міста Карлайл впадає у затоку Солвей-Ферт, Ірландського моря. Від витоку до гирла похил річки становить 4,52 м/км, довжина — 145 кілометрів, середньорічний стік, поблизу міста Карлайл — 51,82 м³/с, максимальний — 1 500 м³/с. Судноплавна від гирла до міста Карлайл.
У місці злиття річки із лівою притокою Калд'ю, в північній частині міста Карлайл, за 8 км від гирла, її пересікає знаменитий Адріанів вал.

## Назва
Річка була відома ще у Римській Британії як Itouna, що було засвідчено грецьким географом Клавдієм Птолемеєм у 2-му столітті н. е. Ця назва походить від кельтського слова Ituna, тобто «вода», або «поспішати».

## Притоки
Річка приймає кілька десятків невеликих приток. Найбільші із них (від витоку до гирла):
- ліві: Імонт, Паттеріл, Кальд'ю
- права: Іртинг

## Населенні пункти
На річці розташовано кілька містечок і міст, найбільші із них (від витоку до гирла): Керкбі-Стівен, Аплбі-ін-Вестморланд, Карлайл.

## Галерея

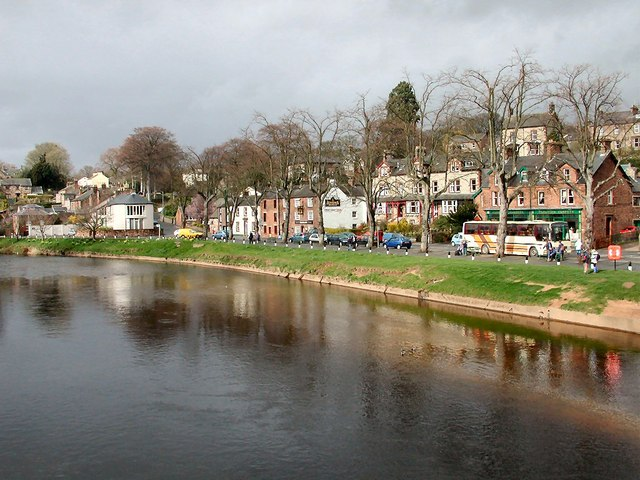
Набережна Іден в Аплбі-ін-Вестморланд
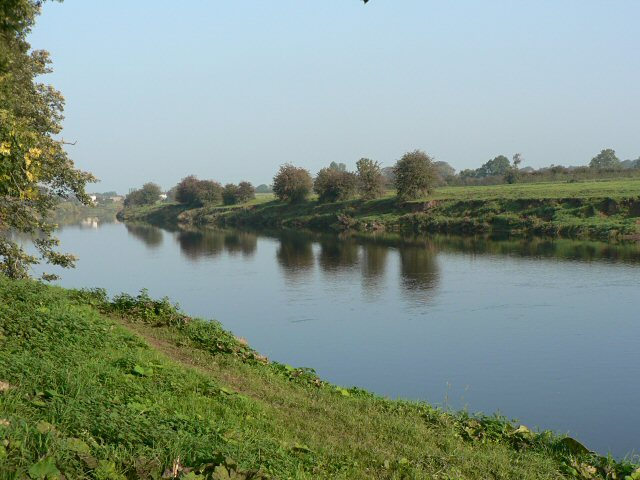
Річка Іден в районі валу Адріана
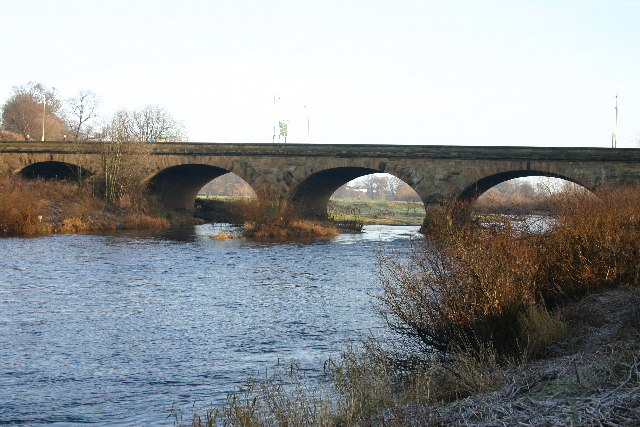
Міст Автошляху A7 через річку Іден у місті Карлайл
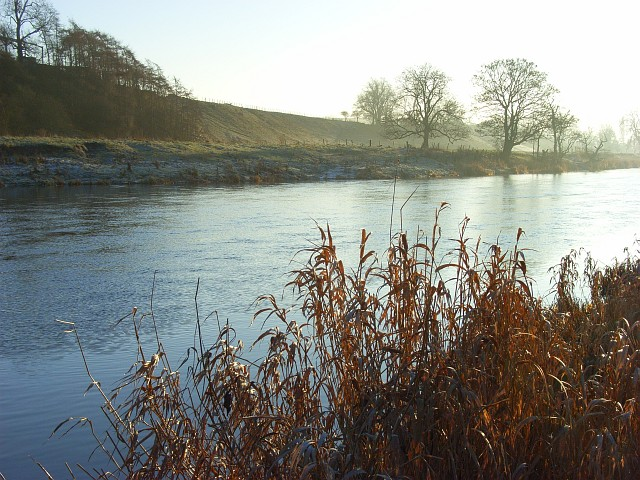
Річка Іден, трохи вище за течією від с. Іденхолл